# Aderus yaeyamanus
Aderus yaeyamanus es una especie de coleóptero de la familia Aderidae. Fue descrita científicamente por Shizumu Nomura en 1964.

## Distribución geográfica
Habita en Japón.